# Abbaye Notre-Dame de Breteuil
Pour les articles homonymes, voir Abbaye Notre-Dame.
L'abbaye Notre-Dame de Breteuil est une ancienne abbaye bénédictine située sur le territoire de la commune de Breteuil, dans le département de l'Oise, en France. Sa date de fondation reste inconnue mais elle est reconstruite vers 1030 par Gilduin, seigneur de Breteuil. Elle est supprimée en 1791. Parmi les bâtiments de l'abbaye, subsistent l'ancienne chapelle, le logis abbatial, le bâtiment conventuel du XVIIIe siècle, les anciennes caves ainsi que les sols de l'ancienne église et son mur de clôture.

## Histoire de l'abbaye

### Origines de l'abbaye
On ne connaît rien de l'époque et du contexte de la fondation de la première abbaye installée à Breteuil. Les chroniques signalent simplement qu'elle est détruite à l'occasion des raids normands dans la région au cours du IXe siècle.
Vers 1030, le nouveau comte de Breteuil, Gilduin fait reconstruire l'abbaye sous le vocable de la Vierge et installe des moines bénédictins sous la conduite d'un certain Évrard. Il leur donne des moyens de subsistance sous la forme de deux charrues de terre labourable, un jardin, un moulin, un vivier, le bois Notre-Dame, trois brasseries, un four, une vingtaine de maisons et 24 arpents de vignes. L'abbaye bénéficie par ailleurs des dîmes et revenus de tout ou partie des églises paroissiales de Saint-Cyr, Saint-Denis à Beauvoir, Saint-Martin à Vendeuil-Caply et Saint-Pierre à Bonneuil-les-Eaux. La refondation est confirmée par une bulle du pape Léon IX datée de 1049.
En 1052, l'évêque du Mans, Gervais de Belleme, cousin de Gilduin, donne à ce dernier les reliques de saint Constancien (ou Constantian) en échange de ses services dans son opposition au comte du Maine Hugues IV du Maine. Guilduin fait don de ces reliques à l'abbaye qui les place dans des châsses pour en faire un objet de vénération et de pèlerinage.

### Extension de l'abbaye au Moyen Âge
Une école est fondée au sein de l'abbaye, école qui acquiert une certaine renommée sous l'impulsion d'abbés tels que Guillaume II, proche d'Yves de Chartres.
Raoul Ier de Clermont, comte de Breteuil, fait construire une abbatiale, consacrée le 25 mai 1164. Elle est de style roman, avec une nef de huit travées et un chœur à pans coupés.
Huit prieurés dépendent de l'abbaye à l'époque :
- Saint-Martin de La Faloise,
- Saint-Clément de Démuin,
- Saint-Nicolas de Bonneuil,
- Saint-Aubin de Haronval,
- Saint-Nicolas de Merles,
- Notre-Dame de Pierrepont,
- Notre-Dame de Courcelles et
- Saint-Christophe de Mareuil[5].

Elle possède par ailleurs deux maisons de ville, l'une à Beauvais, l'autre à Amiens. Elle dispose en outre le patronage et le droit de nomination de plus de trente cures ou paroisses.

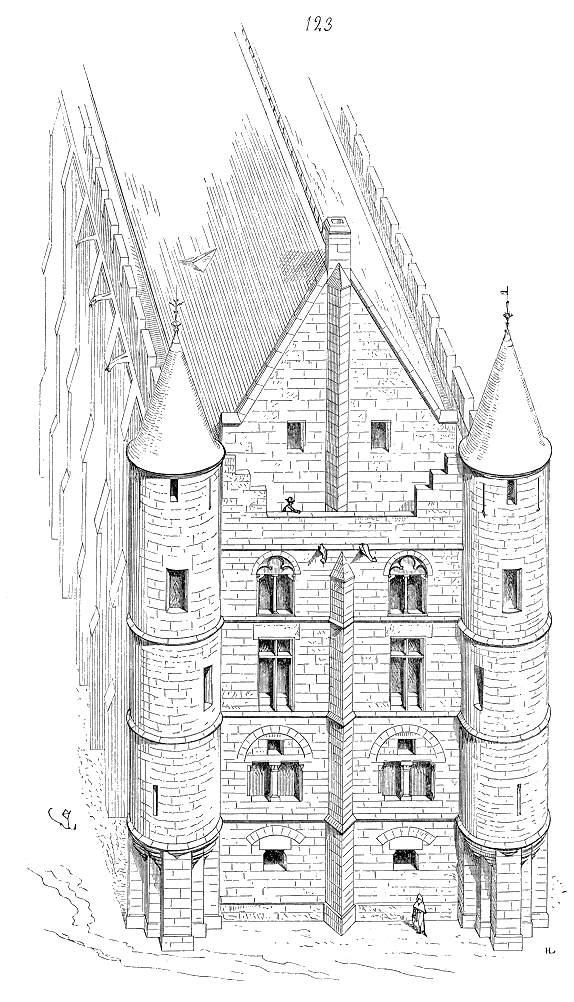
Le bâtiment contenant les dortoirs des hôtes du monastère, une grande infirmerie, des magasins de provisions, et sous le comble, un grenier pour les grains, dessiné par Eugène Viollet-le-Duc.

### Reconstruction et mise en commende de l'abbaye
En 1171, un incendie détruit une partie de l'abbaye, son cloître et le dortoir notamment. Cet événement entraîne des difficultés financières qui poussent l'abbé Laurent à la démission en 1177. Il est remplacé par Alvrède, qui achève la construction du clocher de l'abbatial à base carrée en 1202. Un logis abbatial est construit en 1227, ainsi que la chapelle à cette même époque et un nouveau cloître est achevé en 1291. En 1259, une nouvelle bulle papale, signée Alexandre IV confirme les possessions et droits de l'abbaye. Le chœur de l'abbatiale est reconstruit dans le courant du XIVe siècle. Dès 1383, les moines sont privés du droit d'élire leur abbé, qui est désigné par l'archevêque de Reims : c'est donc désormais un abbé commendataire.

### Ruine de l'abbaye auxXIVeetXVesiècles
Pendant la Guerre de Cent Ans, les moines se réfugient par deux fois dans leur maison d'Amiens avec leurs reliques. D'abord en 1356-1360, lors des ravages troupes de Charles II de Navarre dans la ville, puis en 1420 lors des combats entre Armagnacs et Bourguignons. Les troupes d'Étienne de Vignolles, dit la Hire, qui occupent Breteuil, mettent le feu à l'abbaye avant leur départ. L'abbaye est encore en ruine en 1476 lors des troubles causés par le passage des troupes de Charles le Téméraire. L'abbaye obtient du pape le droit d'accorder des indulgences contre le versement d'aumônes à l'abbaye à l'occasion de la visite de ses ruines. La réfection de l'abbaye ne commence qu'à partir de cette date. Les abbés sont obligés de multiplier les procès pour récupérer leurs terres et leurs droits. On peut mentionner que l'écrivain Jean Wauquelin aurait fait ses études à l'abbaye dans la première moitié du XVe siècle.

### L'abbaye victime des guerres auxXVIeetXVIIesiècles
En 1524, l'abbé Blancpain lance la construction d'un nouveau logis abbatial, pourvu de deux tours tournées vers le nord, contenant une cave, une chapelle ainsi que les archives et le trésor de l'abbaye. Il fait aménager par ailleurs un nouveau dortoir. En 1527 a lieu la première nomination d'un abbé par le roi de France selon le Concordat de Bologne, en la personne de Jean du Bellay. Lors des Guerres de religion, le 26 octobre 1589, les troupes de la Ligue catholique mettent à sac l'abbaye dans laquelle se sont réfugiés les habitants de la ville à la suite des troubles causés dans la région. L'abbaye met plusieurs années à retrouver ses revenus. Les troubles continuent avec des incursions espagnoles en 1636, dans le contexte de la guerre de Trente Ans, qui pillent et brûlent de nouveau l'abbaye et contraignent les moines à se réfugier dans leur maison de Beauvais.

### L'abbaye de Breteuil dans la congrégation de Saint-Maur
Après une première tentative en 1633, l'abbaye incorpore la congrégation de Saint-Maur en 1644 à la demande de l'évêque de Beauvais, le suivi de la règle bénédictine s'étant fortement relâché depuis le XVIe siècle. Les anciens religieux étaient au nombre de cinq. Neuf nouveaux religieux de la congrégation viennent occuper les lieux en 1645. Le 14 juin 1646, le roi Louis XIV et la régente Anne d'Autriche, de retour d'Amiens, passent la nuit à Breteuil et viennent à l'abbaye. Le même souverain repassa deux fois à Breteuil, et à l'abbaye, le 2 juin 1656 et le 19 mai 1657. Le 6 janvier 1689, c'est au tour de Jacques II d'Angleterre de passer par l'abbaye, alors qu'il est en fuite de son pays à la suite de la Glorieuse Révolution pour rejoindre Paris.

### Suppression et restauration de l'abbaye (1751-1790)
En 1751, les cinq religieux disposent d'un revenu de 5 000 livres net tandis que l'abbé commendataire dispose lui de 10 000 livres. Cependant, en 1766, un chapitre de la congrégation de Saint-Maur décide de rattacher l'abbaye directement à l'abbaye de Saint-Fuscien. L'abbé est envoyé à l'abbaye de Corbie et les quatre autres moines à celle de Saint-Fuscien, d'après un arrêt du Conseil d'État de 1767. Le monastère est de fait supprimé. Cependant, devant les protestations des habitants de Breteuil, et avec l'intervention de l'évêque de Beauvais, la congrégation envoie de nouveau en 1775, cinq moines dans l'abbaye. Un nouveau bâtiment d'habitation pour les moines est construit à partir de 1777.

### La dissolution de l'abbaye et le destin des bâtiments
En février 1791, les domaines de l'abbaye sont vendus en trois lots, acquis par Jean-Bernard Levavasseur pour 89 600 livres, Philippe-Alexandre Benoit pour 28 000 livres et le troisième lot comprenant le moulin notamment pour 26 700 livres. La maison abbatiale est vendue en 1796 au même Levavasseur et le bâtiment conventuel encore plus tard. L'ensemble des fermes et autres terres sont vendus pour 626 000 livres en 1799 à un marchand parisien.
L'abbatiale est rapidement détruite. Le bâtiment conventuel sert ensuite d'hôpital militaire. Depuis les années 1950, les bâtiments servent de maison de convalescence appelée « L'Oasis ».

### Liste des abbés
D'après Gallia Christiana

#### Abbés réguliers
- Évrard (1053-?)
- Hubert (?-1059)
- Guillaume Ier (1059-1060)
- Ulrich (1060-1066)
- Robert Ier (1066-1077)
- Guillaume II (1077-1085)
- Raoul Ier (1085-1105)
- Guillaume III (1105-1131)
- Guérin (1131-1150)
- Gautier (1150-1155)
- Raoul II (1156-1164)
- Laurent (1164-1177)
- Alvrède (1177-1203)
- Thorestan (1203-1206)
- Renaud de Farenville (1207-1213)
- Martin (1213-1226)
- Matthieu (1227-1240)
- Jean Ier Carpentier (1241-1244)
- Nicolas 1er (1245-1270)
- Robert II (1264-1270)
- Jean II de Vauchelles (1270-1291)
- Werricus ou Verris ou Guéric (1291-1308)
- Étienne des Plaissiers (1308-1309)
- Étienne II François (1309-1322)
- Pierre II du Quaisnel (1322-1324)
- Guillaume IV de Dijon (1324-1331)
- Jean III (1331-1344)
- Louis I de Sorciaco ou de Sorcy (1344-1358)
- Jacques Ier le Flamenc (1358-1383)

#### Abbés commendataires
- Pierre de Chaumont (1383-1393)
- Nicolas II Corbel (1393-1418)
- Guillaume II Le Moine (1418-1445)
- Michaël Le Maire (1445-1454)
- Jean IV Papin (1454-1485)
- Thomas Avisse (1485-1497)
- Jean VI le Mareschal (1498-1501)
- Jean VII Blancpain (1502-1527)
- Jean VIII du Bellay (1527-1535)
- Hippolyte d'Este (1535-1572)
- Louis d'Este (1572-1586)
- cardinal Prosper de Sainte-Croix (1586-1589)
- Nicolas III de Pellevé (1590-1594)
- Claude Belot (1596-1602) (aumônier du roi)
- Robert Le Menier (1602-1621)
- André Frémiot (1621-1641) (ancien Archevêque de Bourges)
- Jacques II de Neuchèze (1641-1648) (évêque de Chalon-sur-Saône)
- Charles-Maurice Le Tellier (1658-1710)
- Louis III de la Motte-Villebret (1710-1753)
- M. de Sainte-Algonde (1753-...)

## Les bâtiments actuels
Des bâtiments du Moyen Âge, subsiste la chapelle de l'abbé, construite à la fin du XIIIe siècle. Elle comporte  des clefs de voûte sculptées ainsi que des pavements en terre cuite émaillée du XIVe siècle. Cette chapelle fait l'objet d'un classement au titre des monuments historiques par arrêté du 28 mai 1883.
Toujours du Moyen Âge, les bâtiments conservent les anciennes caves situés sous l'ancien logis abbatial et la chapelle. Elles sont voûtées de croisée d'ogives. Le logis abbatial date pour l'essentiel des travaux du XVIe siècle. Il comprend notamment deux tours encadrant un pignon. L'ancien logement des moines est constitué d'un bâtiment construit entre 1777 et la dissolution de l'abbaye. Cet ensemble, ainsi que les sols archéologiques de l'ancienne abbatiale et des lieux claustraux et les murs de clôture antérieurs au XIXe siècle font l'objet d'une inscription au titre des monuments historiques par arrêté du 2 mai 1996.